# Филбах
Филбах (њем. Vielbach) општина је у њемачкој савезној држави Рајна-Палатинат. Једно је од 192 општинска средишта округа Вестервалд. Према процјени из 2010. у општини је живјело 575 становника. Посједује регионалну шифру (AGS) 7143078.

## Географски и демографски подаци
Филбах се налази у савезној држави Рајна-Палатинат у округу Вестервалд. Општина се налази на надморској висини од 270 метара. Површина општине износи 4,5 km². У самом мјесту је, према процјени из 2010. године, живјело 575 становника. Просјечна густина становништва износи 127 становника/km².